# وناوان
واناون أو وناوان (بالإنجليزية: wanna one) (هانغل: 워너원) هي فرقة فتيان من كوريا الجنوبية تحت إدارة شركة سي جاي إي أند إم وألتي شكلتها من خلال سلسلة 2017 «إنتاج 101 الموسم 2».
وتتكون المجموعة من 11 عضواً: كانغ دانيل، بارك جي هون، لي داي هوي، كيم جاي هوان، كانغ سونغ وو، بارك وو جين، لاي كوان لين، يون جي سونغ، هوانغ مين هيون، باي جين يونغ وها سونغ وون.
  تم تأكيد هذه الفرقة لأول مرة في 7 أغسطس 2017، وسيتم الترويج حتى 31 ديسمبر 2018 بإدارة واي ام سي إنترتينمنت وسي جاي إي أند إم.

## التاريخ

### قبل-الترسيم:إنتاج 101 الموسم 2
تم تشكيل واناوان من خلال سلسلة مسابقة 'النجاة'  إنتاج 101 الموسم 2 ، الذي بث على قناة إمنيت من تاريخ 7 أبريل حتى 16 يونيو 2017. تم اختيار 11 متدرب نهائي من أصل 101 متدرب يمثلون وكالات مختلفة من قبل تصويت الجمهور وأُعلنوا عن طريق البث التلفزيوني المباشر.
قبل الظهور على البرنامج، كان العديد من الأعضاء نشيطين في صناعة الترفيه. كان بارك جيهون ممثل منذ الطفولة وكان قد ظهر في سلسلة الدراما «ابتسامة جبنة كيمتشي» و«الملك وأنا» كما قد قام بالظهورعلى عدة عروض متنوعة عام 2012 جنبا إلى جنب مع فرقة الفتيان بيغ بانغ ودبل إس فايف أو ون، وأول ظهور موسيقي لهوانغ مينهيون كان كعضو في فرقة نيوست. وأما كيم جايهوان فأول ظهور له كان في الموسم 2 من كوريا غوت تالنت ولكن تم اقصائه خلال النصف النهائي. في عام 2014، ظهر ها سونغ-وون في فرقة هوتشوت.

### 2017: ألظهور مع1X1=1 (To Be One)وَ1-1=0 (Nothing Without You)
وقعت فرقة واناوان عقدا مع شركة واي ام سي إنترتينمنت (التي كانت تدير سابقا فائزات الموسم الأول I.O.I)، وعلى عكس عضوات I.O.I فأن الشركة لن تسمح لأعضاء واناون بالمشاركة في أنشطة أخرى مع وكالاتهم الأصلية.
شاركت الفرقة في الحفل النهائي بمناسبة انتهاء برنامجِ إنتاج 101 الموسم 2 الذي عُقد في 1 و2 يوليو 2017 في القاعة الأولمبية في سيول.
في 7 أغسطس 2017 ظهرت الفرقة لأول مرة رسميا في حدث بعنوان واناوان بريمير شو-كون (مزيج من المصطلحات «عرض - شو» و«حفلة موسيقية - كونسرت») في قبة غوشوك سكاي. في 8 أغسطس 2017 أصدرت الفرقة لأول مرة عَن مسار البومهم 1X1=1 (أن نكون واحد) بأغنية الظهور «انرجتيك» (هانغول: 에너 제틱) أغنية أنتجها عضو بنتاغون هوي. تم الإفراج عن اثنين من أشرطة الفيديو الموسيقى لأول مرة.
في 13 نوفمبر، أصدرت واناوان ألبومها المعاد تجميعه، 1-1=0 (لا شيء بدونك)، مع عنوان المسار «بيتويفل». مع مجموع مبيعات ألبومهم الأولل والالبوم المعاد تجميعه، تمكنت فرقة واناون بأن تكون أول فرقة كيبوب تصل مبيعات البومها الأول إلى مليون نسخة.

### 2018 - الحاضر: «بدأ العصر الذهبي»، «مشروع الوحدات»، والجولة العالميّة
في فبراير 2018، تَم نشر الإعلان التشويقيّ لعودة واناون بعنوانِ «بدأ العصر الذهبي»، تَم إصدار الأغنية الخاصة بمسمى «أعدكِ» في الخامس من مارس، كما تم الإعلان عن أن عدد الطلبات لألبومهم الجديد 0 + 1 = 1 (أعدك) قد تجاوز 700000 نسخة، وبهكذا قَد كسر الرقم القياسي السابق الذي اجتازته الفرقة. تم إصدار الألبوم في 19 مارس، إلى جانب مسار عنوان الأغنية الرئيسية «بوميرينق».
في أبريل، أعلنت الفرقة أن الأعضاء سينقسمون إلى وحدات متعددة ويتعاونون مع فنانين مختلفين مثل Dynamic Duo ، زيكو، نيل وَ Heize لألبومهم الخاص القادم. تم الكشف لاحقًا عن الألبوم بعنوان 1÷x=1 (غير مقسم)، والذي تم إصداره في 4 يونيو بالإضافة إلى مسار العنوان "Light".
كما أعلنت المجموعة عن جولتها العالمية الأولى بعنوان "Wanna One World Tour - One: The World" التي ستضم 13 مدينة مختلفة حول العالم وتبدأ من 1 يونيو.
انتهى عقد واناوان مع شركة YMC للترفيه في 31 مايو. بدءًا من 1 يونيو، ستتم إدارة واناون تحت إدارة شركة سوينق للترفيه، وهي وكالة جديدة تم تأسيسها خصيصًا للمجموعة.

## الأعضاء

### يون جي سونغ
ولد يون جي سونغ (윤지성) في 8 مارس 1991 في وانجو، جانج وون دو، كوريا الجنوبية. من شركة ام ام أو إنتيرتينمنت. ولد بأسم يون بيونغ-أوك (윤병옥) لكنه غير اسمه قانونا. احتل المركز الثامن بمجموع 902,098 صوتا. أختير ليكون القائد للفرقة من قبل الاعضاء.

### ها سونغ وون
ولد ها سونغ وون (하 성운) في 22 مارس 1994 في جويانج، جيونج جي دو، كوريا الجنوبية.عضو في هوتشوت من شركة ستار كريو إنتيرتينمنت (المعروفة سابقا باسم أردور&ابل). احتل المركز الحادي عشر بمجموع 790,302 صوتا.

### هوانغ مين هيون
ولد هوانغ مين هيون (황민현) في 9 أغسطس 1995 في بوسان، كوريا الجنوبية. عضو في نيوست من شركة بليديس إنتيرتينمنت. احتل المركز التاسع بمجموع 862,719 صوتا.

### أونغ سونغ وو
ولد أونغ سونغ وو (옹 성우) في 25 أغسطس 1995 في إنتشون، كوريا الجنوبية. من شركة فإنتاجيو إنتيرتينمنت. احتل المركز الخامس بمجموع 984,756 صوتا.

### كيم جاي هوان
ولد كيم جاي-هوان (김재환) في 27 مايو 1996، في سيول، كوريا الجنوبية. شارك في إنتاج 101 كمتدرب مستقل (لم يوقع تحت أي وكالة). احتل المركز الرابع بمجموع 1,051,735 صوت. ظهر في الموسم 2 من كوريا غوت تالنت في عام 2012 ونجح بالوصول إلى الدورالنصف نهائي. وقد ظهر أيضا على اس بي اس الحرب الصوتية: قود لوف، حيث فاز بالمركز الأول.

### كانغ دانيل
ولد كانغ دانيل (강 다니엘) في 10 ديسمبر 1996 في بوسان، كوريا الجنوبية. من شركة ام ام أو إنتيرتينمنت. ولد بأسم كانغ يوي-قيون (강의 건) ولكنه غير اسمه قانونا بسبب عائلته وأقاربه الذين يواجهون صعوبة في نطق اسم ولادته. احتل المركز الأولى بمجموع 1,578,837 صوتا
كانَ راقصا خلفيا لعضوة فيستار تشاو لو

### بارك جي هون
ولد بارك جي هون (박지훈) في 29 مايو 1999 في تشانغوون، كوريا الجنوبية. من شركة مارو إنتيرتينمنت. قبل أن ينتقل إلى شركته الحالية، كان متدربا تحت اس ام إنتيرتينمنت وفإنتاجيو إنتيرتينمنت.احتل المركز الثاني بمجموع 1,136,014 صوتا.
قبل أن يظهر في البرنامج، كان نشطا كممثل منذ الطفولة، وشارك في عدة مسلسلات درامية.

### بارك وو جين
ولد بارك وو جين (박우진) في 2 نوفمبر 1999 في بوسان، كوريا الجنوبية. وهو من براند نيو ميوزك إنتيرتينمنت ومتدرب سابق في جي واي بي إنتيرتينمنت. احتل المركز السادس بمجموع 937,379 صوتا. خلال عرض البرنامج، ارتفع مركزه بشكل كبير حيث كان في المركز 75 (الحلقة الثانية) إلى المركز السادس (الحلقة الاخيرة).
ظهر لأول مرة في سوبر ستار K في سن التاسعة

### باي جين يونغ
ولد باي جين يونغ (배진영) في 10 مايو 2000 في سيول، كوريا الجنوبية. هو من شركة C9 إنتيرتينمنت. احتل المركز العاشر بمجموع 807,749 صوتا.

### لي داي هوي
ولد لي داي هوي (이대휘) في 29 يناير 2001 في سيول، كوريا الجنوبية. من براند نيو ميوزك إنتيرتينمنت ومتدرب سابق في جي واي بي إنتيرتينمنت. خلال البث النهائي احتل المركز الثالث بمجموع 1,102,005 صوتا. ومن المعروف أنه ظهر كمركز (ألوسط) للأغنية الترويجية للبرنامج «انه انا (اخترني)». عاش ودرس في الولايات المتحدة لمدة ست سنوات، عاش أيضا في اليابان لمدة عامين قبل أن يعود إلى كوريا الجنوبية لمتابعة مهنة في الكي-بوب

### لاي كوان لين
ولد لاي كوان لين (賴冠霖، 라 이관린) في 23 سبتمبر 2001 في مدينة تايبيه الجديدة، تايوان. من شركة كيوب الترفيهية. عاش في مدينة تايبيه الجديدة، تايوان، وانتقل إلى كوريا الجنوبية لمتابعة مهنة في الكي-بوب.احتل المركز السابع بمجموع 905,875 صوت

## الألبومات

### البومات
| العنوان                                                                    | التفاصيل | المخططات | المخططات | المخططات | المخططات               | المبيعات                          |
| العنوان                                                                    | التفاصيل | كوريا    | تايوان   | اليابان  | الولايات المتحدة عالمي | المبيعات                          |
| -------------------------------------------------------------------------- | --- | -------- | -------- | -------- | ---------------------- | --------------------------------- |
| 1×1=1 (ان نكون واحد)                                                       | - تاريخ الإصدار: 7 آغسطس 2017 - التسمية: اي ام سي إنتيرتينمنت، سي جي ام إنتيرتينمنت - صيغة: سي دي، تحميل رقمي | 1        | 151      | 4        | 3                      | - اليابان: 10,320 - الصين: 60,000 |
| 0+1=1 (أعدك)                                                               | - تاريخ الإصدار: 19 مارس 2018 - التسمية: اي ام سي إنتيرتينمنت، سي جي ام إنتيرتينمنت - صيغة: سي دي، تحميل رقمي | 1        | —        | 2        | 10                     |                                   |
| 1÷x=1 (غير مقسم)                                                           | - تاريخ الإصدار: 4 يونيو 2018 - التسمية: سوينق إنتيرتينمنت، ستون ميوزك - صيغة: سي دي، تحميل رقمي              | 1        | —        | 2        | 8                      |                                   |
| "—" يشير إلى الإصدارات التي لم يتم رسمها أو لم يتم إصدارها في تلك المنطقة. | |          |          |          |                        |                                   |

### الأغاني
| العنوان              | السنة | التنصيف في المخططات | التنصيف في المخططات | البيع             | الالبومات         |
| العنوان              | السنة | KOR                 | US World            | البيع             | الالبومات         |
| -------------------- | ----- | ------------------- | ------------------- | ----------------- | ----------------- |
| "انرجتيك" (에너제틱) | 2017  | 1                   | سيُعلن لاحقاً         | - كوريا: 250,866+ | 1X1=1 (To Be One) |
| "برن ات اب" (활할)   | 2017  | 4                   | سيُعلن لاحقاً         | - كوريا: 155,172+ | 1X1=1 (To Be One) |

### الأغاني المخططة الأخرى
| العنوان                    | السنة | التنصيف في المخططات | المبيعات (DL)     | الالبومات         |
| العنوان                    | السنة | KOR                 | المبيعات (DL)     | الالبومات         |
| -------------------------- | ----- | ------------------- | ----------------- | ----------------- |
| "وانا بي (ماي بيبي)"       | 2017  | 7                   | - كوريا: 154,431+ | 1X1=1 (To Be One) |
| "اولويز (النسخة الصوتية.)" | 2017  | 10                  | - كوريا: 132,119+ | 1X1=1 (To Be One) |
| "تو بي ون (انترو.)"        | 2017  | 18                  | - كوريا: 89,757+  | 1X1=1 (To Be One) |

## سينيمائي

### تلفزيون واقعي
| السنة | القناة | العنوان                                    | ملاحظة             |
| ----- | ------ | ------------------------------------------ | ------------------ |
| 2017  | إمنيت  | إنتاج 101 الموسم 2                         | تشكيل اعضاء واناون |
| 2017  | إمنيت  | واناون انطلقوا                             | طاقم الاعضاء       |
| 2017  | إمنيت  | واناون انطلقوا (الجزء الثاني): القاعدة صفر | طاقم الاعضاء       |
| 2017  | SBS    | واناون سيتي                                | طاقم الاعضاء       |

## حفلات
- واناون بريمير شو-كون (2017)[12]

### كي كون
- كون 2017 في لوس أنجلوس، الولايات المتحدة الأمريكية[13]
- كون 2017 في سيدني، أستراليا[14]

### سوريبدا لجوائز أفضل فيديو موسيقي
| السنة | الفئة                                     | المستلم | النتائج |
| ----- | ----------------------------------------- | ------- | ------- |
| 2017  | جائزة روكيز الموجة الكورية الجديدة        | واناون  | فوز     |
| 2017  | جائزة النجم الصاعد للموجة الكورية الجديدة | واناون  | فوز     |
| 2017  | جائزة بونسانغ                             | واناون  | رُشِّح     |

### برامج موسيقية

#### Show Champion
| السنة | التاريخ  | الأغنية   |
| ----- | -------- | --------- |
| 2017  | 16 أغسطس | "إنرجتيك" |
| 2017  | 23 أغسطس | "إنرجتيك" |
| 2017  | 30 أغسطس | "إنرجتيك" |

#### إم كاونت داون
| السنة | التاريخ  | الأغنية   |
| ----- | -------- | --------- |
| 2017  | 17 أغسطس | "إنرجتيك" |
| 2017  | 24 أغسطس | "إنرجتيك" |
| 2017  | 31 أغسطس | "إنرجتيك" |

#### Music Bank
| السنة | التاريخ  | الأغنية   |
| ----- | -------- | --------- |
| 2017  | 18 أغسطس | "إنرجتيك" |
| 2017  | 25 أغسطس | "إنرجتيك" |

#### Show! Music Core
| السنة | التاريخ  | الأغنية   |
| ----- | -------- | --------- |
| 2017  | 19 أغسطس | "إنرجتيك" |
| 2017  | 26 أغسطس | "إنرجتيك" |
| 2017  | 2 سبتمبر | "إنرجتيك" |

#### Inkigayo
| السنة | التاريخ  | الأغنية   |
| ----- | -------- | --------- |
| 2017  | 20 أغسطس | "إنرجتيك" |
| 2017  | 27 أغسطس | "إنرجتيك" |

#### The Show
| السنة | التاريخ  | الأغنية   |
| ----- | -------- | --------- |
| 2017  | 22 أغسطس | "إنرجتيك" |
| 2017  | 29 أغسطس | "إنرجتيك" |

## روابط خارجية
- وناوان على موقع ميوزك برينز (الإنجليزية)
- وناوان على موقع ديسكوغز (الإنجليزية)